# Китцинген
Китцинген (нем. Kitzingen) — город и городская община в Германии, районный центр, расположен в земле Бавария.
Подчинён административному округу Нижняя Франкония. Входит в состав района Китцинген. Население составляет 20 705 человек (на 31 декабря 2010 года). Занимает площадь 46,99 км². Официальный код — 09 6 75 141.

## Население
По оценке на 31 декабря 2015 года население общины Китцинген составляет 20 756 чел. 

| Дата      | 1840 | 1871 | 1900  | 1925  | 1939  | 1950  | 1961  | 1970  | 1987  | 2011  |
| --------- | ---- | ---- | ----- | ----- | ----- | ----- | ----- | ----- | ----- | ----- |
| Население | 6957 | 7693 | 10092 | 11904 | 16034 | 18830 | 20025 | 20470 | 18999 | 20237 |

| Год       | 1960  | 1970  | 1980  | 1990  | 2000  | 2009  | 2010  | 2011  | 2012  | 2013  | 2014  | 2015  |
| --------- | ----- | ----- | ----- | ----- | ----- | ----- | ----- | ----- | ----- | ----- | ----- | ----- |
| Население | 20397 | 20408 | 20262 | 19918 | 21242 | 20845 | 20705 | 20321 | 20405 | 20449 | 20474 | 20756 |

## Климат
5 июля 2015 года, во время антициклона «Аннели», здесь был зарегистрирован новый температурный рекорд Германии, температура воздуха достигла отметки 40,3 °C.

## Фотогалерея

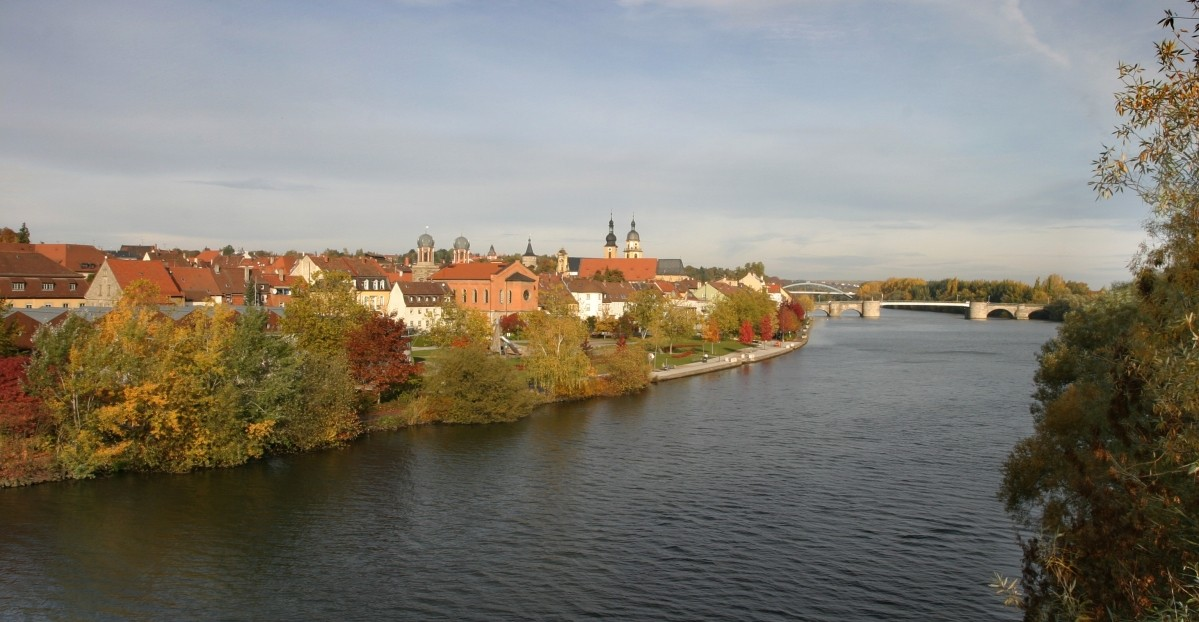
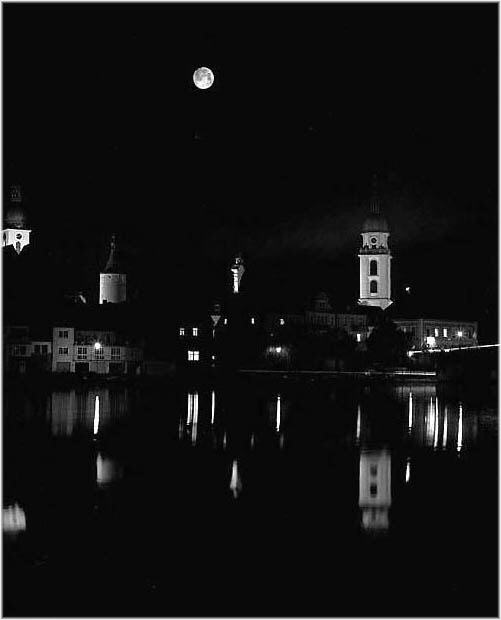
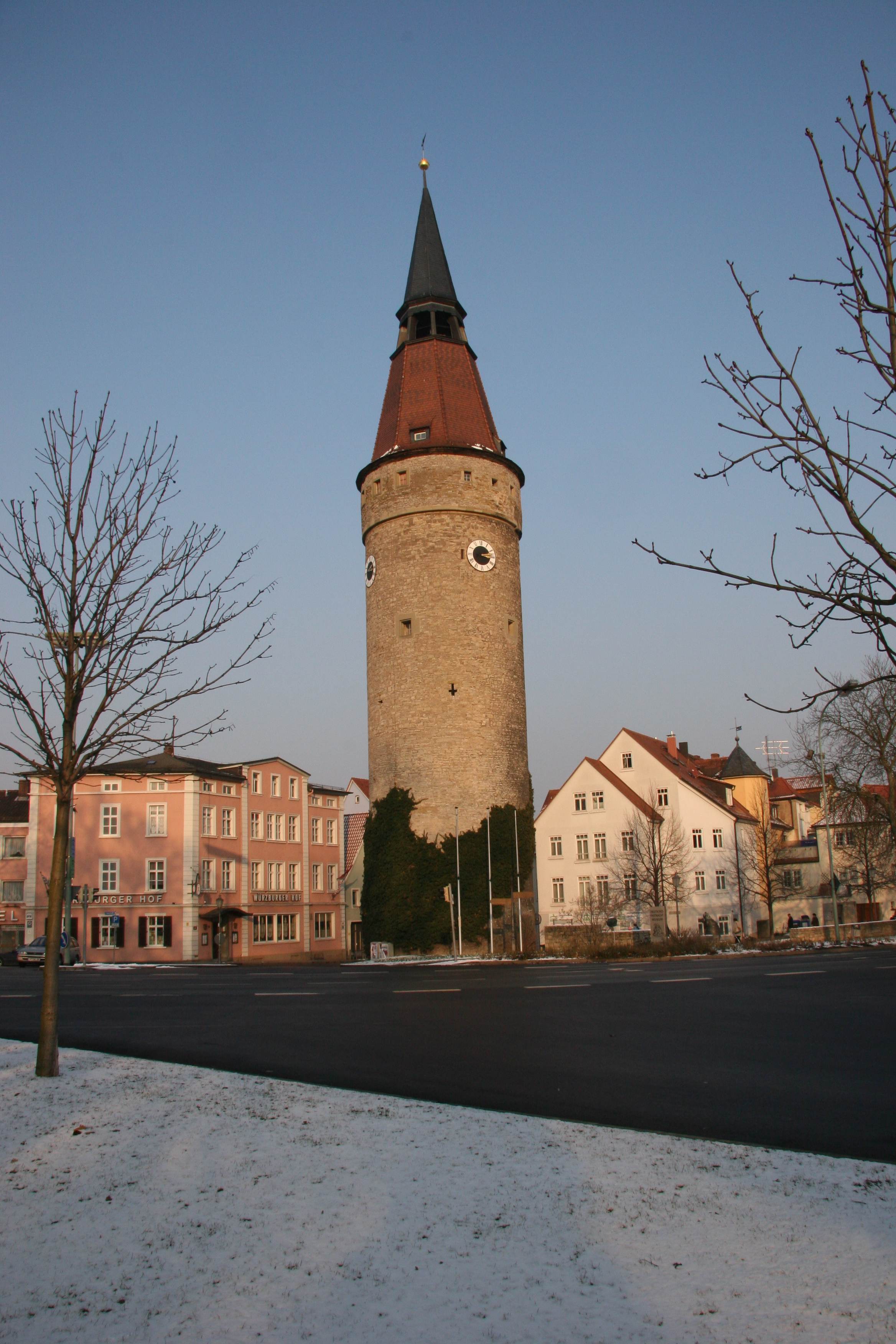
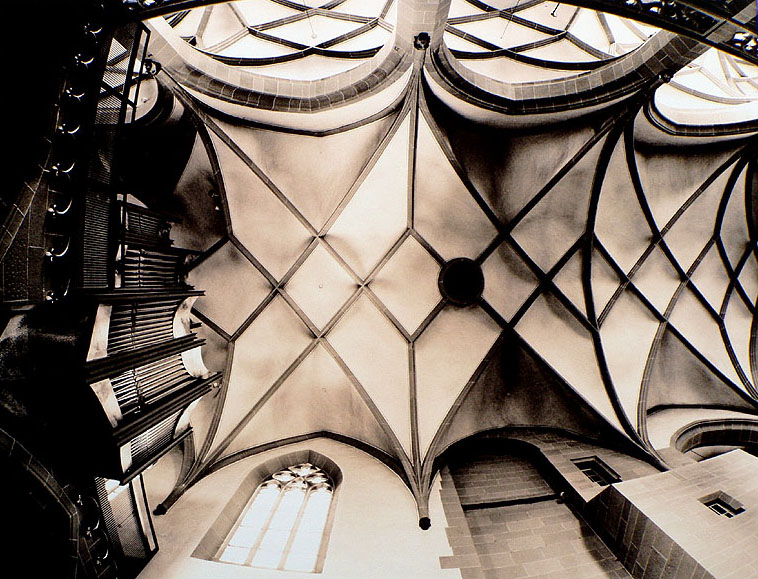
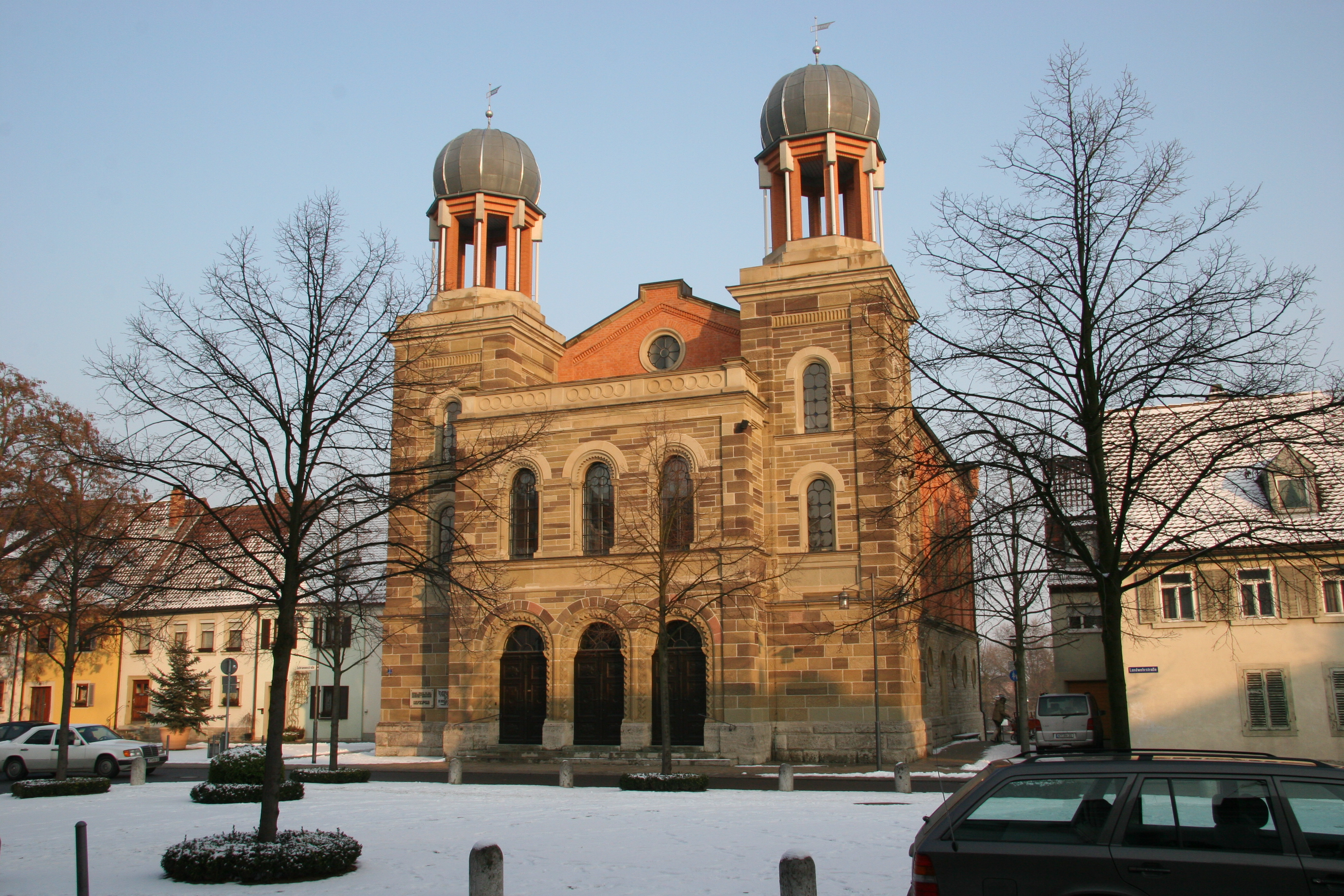